# FC Milsami Orhei
FC Milsami Orhei este un club de fotbal din Orhei, Republica Moldova, care în prezent evoluează în Liga Moldovei.
Echipa a fost înființată în anul 2005

## Istorie
Clubul a fost înființat în anul 2005, în satul Step-Soci din raionul Orhei, și a jucat inițial sub denumirea de Viitorul Step-Soci.
La 21 august 2005 echipa disputa primul sau meci oficial in campionat. In acel meci, clubul FC Viitorul Step-Soci  a întâlnit in deplasare pe FC Florești ,in cadrul primului meci al noului sezon in Divizi B Nord 2005/06, într-o zi de duminica, la ora 16:00, meciul incheindu-se cu o remiza alba - 0:0. 
Cu această denumire echipa a evoluat timp de doi ani în Divizia „B”, după care un an în Divizia „A”. În sezonul 2008-2009 echipa s-a mutat la Orhei și totodată și-a schimbat denumirea în Viitorul Orhei, iar în 2010 a fost redenumit în Milsami Orhei. În anul 2011, echipa Ursidos Chișinău a fuzionat cu Milsami Orhei, noul club fiind denumit Milsami-Ursidos. La 1 august 2011 clubul a organizat un concurs deschis pentru realizarea artistică a unei noi sigle a echipei orheiene, premiul cel mare fiind 200 de euro și o minge cu autografele jucătorilor echipei. Termenul limită de trimitere a lucrărilor a fost 31 august 2011, iar vernisarea lucrărilor și premierea urma să aibă loc în data de 10 septembrie 2011, la Complexul Sportiv din Orhei, în pauza meciului Milsami-Ursidos - Iskra-Stali Rîbnița, din etapa a VII-a a Diviziei Naționale.  La sfârșitul lunii noiembrie 2011, pe site-ul oficial al clubului au fost postate 17 variante de logo-uri, fanii și locuitorii orașului Orhei pot să-și expună părerea pe pagina de internet a formației în alegerea unei viitoare sigle a clubului.
Pe 27 mai 2012, Milsami Orhei a câștigat în premieră Cupa Moldovei la fotbal! Vulturii au învins în finală formația CSCA-Rapid Ghidighici, după loviturile de departajare. După 120 de minute fără goluri, Milsami s-a impus la penalty-uri cu scorul de 5-3. 
În sezonul 2014-2015 echipa a câștigat în premieră titlul de campioană a Moldovei, acesta fiind și primul caz când o echipă dintr-un alt oraș decât Chișinău și Tiraspol câștigă titlul în Republica Moldova.
În finala Cupei Moldovei - Orange - 2017-2018, disputată miercuri, 23 mai 2018, pe stadionul Zimbru, echipa antrenată de Veaceslav Rusnac a învins dramatic, în prelungiri, formația Zimbru Chișinău, scor 2-0. Ambele goluri ale învingătorilor au fost marcate de Maxim Antoniuc. Astfel, Milsami și-a trecut în palmares a doua Cupă a Moldovei, după cea cucerită în 2012.

## Palmares
| Competiții naționale | Competiții internaționale |
| Divizia Națională / Super Liga Campioni (2): 2014–15, 2024–25 Vicecampioni (2): 2017, 2018 Locul III (4): 2010–11, 2016–17, 2020–21, 2021–22 Divizia „A” Campioni (1): 2008–09 Divizia „B”, zona „Nord” Locul III (1): 2006–07 Cupa Moldovei Câștigători (2): 2011–12, 2017 Finaliști (2): 2015–16, 2024–25 Supercupa Moldovei Câștigători (2): 2012, 2019 Finaliști (1): 2015 | Liga Campionilor - Turul 3 (1): 2015–16, 2025–26 Europa League - Turul play-off (1): 2015–16 - Turul 3 (1): 2013–14 - Turul 2 (1): 2012–13 - Turul 1 (4): 2011–12, 2017–18, 2019–20, 2020–21 Conference League - Turul 3 (1): 2025–26 - Turul 2 (3): 2021–22, 2022–23, 2024–25 - Turul 1 (1): 2023–24 |

## Clasamentul UEFA

### Locul în clasamentul UEFA (sezonul 2024/25)
| Loc | Țara              | Echipa                | Puncte |
| --- | ----------------- | --------------------- | ------ |
| 257 | Cipru             | AEL Limassol          | 5.507  |
| 258 | Republica Irlanda | St Patrick's Athletic | 5.500  |
| 259 | Republica Moldova | Milsami Orhei         | 5.500  |
| 260 | San Marino        | La Fiorita            | 5.500  |
| 261 | Malta             | Gżira United          | 5.500  |

La 31 iulie 2025. Sursa

## Istoric evoluții
| Sezon   | Divizia           | Poz. | M  | V  | R | Î  | GM | GP | P  | Cupă | Europa | Europa | Golgheter (campionat)                     |
| ------- | ----------------- | ---- | -- | -- | - | -- | -- | -- | -- | ---- | ------ | ------ | ----------------------------------------- |
| 2005–06 | Divizia „B” Nord  | 4    | 20 | 11 | 4 | 5  | 34 | 18 | 37 |      | —      | —      |                                           |
| 2006–07 | Divizia „B” Nord  | 3    | 18 | 9  | 7 | 2  | 38 | 15 | 34 | 1/32 | —      | —      |                                           |
| 2007–08 | Divizia „A”       | 7    | 32 | 15 | 4 | 13 | 61 | 45 | 49 | 1/16 | —      | —      |                                           |
| 2008–09 | Divizia „A”       | 1    | 30 | 20 | 3 | 7  | 59 | 36 | 63 | 1/16 | —      | —      |                                           |
| 2009–10 | Divizia Națională | 8    | 33 | 10 | 6 | 17 | 32 | 45 | 36 | 1/4  | —      | —      | Alexandru Maximov (13)                    |
| 2010–11 | Divizia Națională | 3    | 39 | 23 | 9 | 7  | 71 | 23 | 78 | 1/4  | —      | —      | Gheorghe Boghiu (26)                      |
| 2011–12 | Divizia Națională | 4    | 33 | 14 | 5 | 14 | 41 | 37 | 47 | C    | UEL    | 1Q     | Ademar (7)                                |
| 2012–13 | Divizia Națională | 4    | 32 | 17 | 4 | 11 | 47 | 30 | 55 | 1/2  | UEL    | 2Q     | Gheorghe Boghiu (16)                      |
| 2013–14 | Divizia Națională | 6    | 33 | 17 | 5 | 11 | 54 | 32 | 56 | 1/2  | UEL    | 3Q     | Gheorghe Boghiu (13)                      |
| 2014–15 | Divizia Națională | 1    | 24 | 17 | 4 | 3  | 50 | 15 | 55 | 1/2  | —      | —      | Romeo Surdu (12)                          |
| 2015–16 | Divizia Națională | 6    | 27 | 10 | 6 | 11 | 33 | 23 | 36 | R    | UEL    | PO     | Romeo Surdu (4)                           |
| 2016–17 | Divizia Națională | 3    | 30 | 22 | 2 | 6  | 57 | 20 | 68 | 1/4  | —      | —      | Ilya Belous (7) Igor Banović (7)          |
| 2017    | Divizia Națională | 2    | 18 | 13 | 1 | 4  | 26 | 12 | 40 | C    | UEL    | 1Q     | Constantin Bogdan (4) Alexandru Dedov (4) |
| 2018    | Divizia Națională | 2    | 28 | 13 | 6 | 9  | 36 | 24 | 45 | 1/2  | UEL    | 1Q     | Mihai Plătică (7) Alexandru Antoniuc (7)  |
| 2019    | Divizia Națională | 5    | 28 | 10 | 9 | 9  | 30 | 28 | 39 | 1/4  | UEL    | 1Q     | Alexandru Antoniuc (5)                    |
| 2020–21 | Divizia Națională | 3    | 36 | 22 | 7 | 7  | 71 | 37 | 73 | 1/4  | —      | —      | Alexandru Antoniuc (15)                   |
| 2021–22 | Divizia Națională | 3    | 28 | 15 | 6 | 7  | 50 | 31 | 51 | 1/2  | UECL   | 2Q     | Sergiu Istrati (15)                       |
| 2022–23 | Super Liga        | 4    | 24 | 7  | 7 | 10 | 22 | 30 | 28 | 1/4  | UECL   | 2Q     | Radu Gînsari (6)                          |
| 2023–24 | Super Liga        | 4    | 24 | 11 | 5 | 8  | 31 | 26 | 38 | 1/4  | UECL   | 1Q     | Radu Gînsari (13)                         |
| 2024–25 | Super Liga        | 1    | 24 | 12 | 6 | 6  | 55 | 26 | 42 | R    | UECL   | 2Q     | Radu Gînsari (9)                          |

## Participarea în competiții europene
La 14 august 2025.
| Competiție             | Meciuri | Victorii | Remize | Înfrângeri | GF | GA | GD  | % Victorii |
| ---------------------- | ------- | -------- | ------ | ---------- | -- | -- | --- | ---------- |
| UEFA Champions League  | 6       | 2        | 1      | 3          | 3  | 6  | −3  | 33,33      |
| UEFA Europa League     | 18      | 3        | 4      | 11         | 14 | 36 | −22 | 16,67      |
| UEFA Conference League | 18      | 5        | 7      | 6          | 18 | 28 | −10 | 27,78      |
| Total                  | 42      | 10       | 12     | 20         | 35 | 70 | −35 | 23,81      |

Legenda: GF = Goluri marcate. GA = Goluri primite. GD = Golaveraj/goluri diferența.
| Ediție  | Competiție                    | Runda | Adversar             | Tur | Retur | General      |
| ------- | ----------------------------- | ----- | -------------------- | --- | ----- | ------------ |
| 2011–12 | UEFA Europa League            | 1Q    | Dinamo Tbilisi       | 1–3 | 0–2   | 1–5          |
| 2012–13 | UEFA Europa League            | 2Q    | Aktobe               | 4–2 | 0–3   | 4–5          |
| 2013–14 | UEFA Europa League            | 1Q    | F91 Dudelange        | 1–0 | 0–0   | 1–0          |
| 2013–14 | UEFA Europa League            | 2Q    | Șahtior Soligorsk    | 1–1 | 1–1   | 2–2 (p. 4–2) |
| 2013–14 | UEFA Europa League            | 3Q    | Saint-Étienne        | 0–3 | 0–3   | 0–6          |
| 2015–16 | Liga Campionilor UEFA         | 2Q    | Ludogoreț Razgrad    | 1–0 | 2–1   | 3–1          |
| 2015–16 | Liga Campionilor UEFA         | 3Q    | Skënderbeu Korçë     | 0–2 | 0–2   | 0–4          |
| 2015–16 | UEFA Europa League            | PO    | Saint-Étienne        | 1–1 | 0–1   | 1–2          |
| 2017–18 | UEFA Europa League            | 1Q    | Fola Esch            | 1–1 | 1–2   | 2–3          |
| 2018–19 | UEFA Europa League            | 1Q    | Slovan Bratislava    | 2–4 | 0–5   | 2–9          |
| 2019–20 | UEFA Europa League            | 1Q    | FCSB                 | 1–2 | 0–2   | 1–4          |
| 2021–22 | UEFA Europa Conference League | 1Q    | Sarajevo             | 0–0 | 1–0   | 1–0          |
| 2021–22 | UEFA Europa Conference League | 2Q    | Elfsborg             | 0–5 | 0–4   | 0–9          |
| 2022–23 | UEFA Europa Conference League | 1Q    | Panevėžys            | 2–0 | 0–0   | 2–0          |
| 2022–23 | UEFA Europa Conference League | 2Q    | KuPS                 | 1–4 | 2–2   | 3–6          |
| 2023–24 | UEFA Europa Conference League | 1Q    | Panevėžys            | 0–1 | 2–2   | 2–3          |
| 2024–25 | UEFA Conference League        | 1Q    | Torpedo-BelAZ Jodino | 0–0 | 4–2   | 4–2          |
| 2024–25 | UEFA Conference League        | 2Q    | Astana               | 1–1 | 0–1   | 1–2          |
| 2025–26 | Liga Campionilor UEFA         | 1Q    | KuPS                 | 0–1 | 0–0   | 0–1          |
| 2025–26 | UEFA Conference League        | 2Q    | Budućnost Podgorica  | 0–0 | 2–1   | 2–1          |
| 2025–26 | UEFA Conference League        | 3Q    | Virtus               | 3–2 | 0–3   | 3–5          |